# Мирмухсин
Мирмухсин Мирсаидов (1921—2005) — советский и узбекский поэт, прозаик, редактор. Народный писатель Узбекской ССР (1981).

## Биография
Родился в Ташкенте в бедной семье гончара. Писать стихи начал с 1936 года и в том же году дебютировал в СМИ. Окончил филологический факультет Ташкентского педагогического института (1941 год). В 1946 году вступил в ряды КПСС. В 1950 году Мирмухсин был назначен главным редактором журнала «Шарк Юлдузи» («Звезда Востока»), занимал эту должность до 1960 года и затем вновь занял её в 1971 году. Сотрудничал также с журналами «Муштум» и «Гулистан».

## Творчество
Основные произведения:
Сборники стихотворений
- «Отечество» (1942);
- «Верность» (1945);
- «Фергана» (1949);
- «Соотечественники» (1953);
- «Гости» (1954);
- «Сердце и философия» (1963)

Поэмы о советских хлопкоробах
- «Уста Гияс» (1947);
- «Зелёный кишлак» (1948);
- «Родные» (1953 год, русский перевод — 1955 год)

Роман в стихах
- «Зияд и Адиба» (1958)

Повесть
- «Джамиля» (1957 год, русский перевод 1958 год)

Исторические повести
- «Белый мрамор» (1957 год);
- «Рабыня» (1962 год, об истории Хивинского ханства);
- «Ночные молнии» (1964 год, о присоединении Средней Азии к Российской империи)

Романы
- «Зодчий» (1974 год);
- «Ходжентская крепость: Тимур Малик» (1985 год; русский перевод 1991 год);
- «Закалка» (книга 1, 1964 год);
- «Сын литейщика» (1972 год, о рабочем классе);
- «Умид» (1969 год, о становлении узбекской интеллигенции);
- «Чаткальский тигр» (1977 год, русский перевод 1980 года, о повседневной жизни современного ему Узбекистана)

Прозаические сборники
- «Рассказы» (1959)
- «Клеветник на том свете» (1970)

Произведения для детей
- сборник рассказов «Звезды» («Юлдузлар», 1949);
- «Лола», «Слива и урюк» (1952)

Поздние произведения
- «Ilon oʻchi» (1995);
- «Turon malikasi» (1998)

Ряд произведений Мирмухсина переведен на русский язык.

## Награды, премии, почётные звания
- Заслуженный работник культуры Узбекской ССР (1968);
- Государственная премия Узбекской ССР имени Хамзы (1974)[3];
- Народный писатель Узбекской ССР (1981)[4];
- Два ордена «Знак Почёта» (06.12.1951[5], 11.01.1957)[6];
- Орден Трудового Красного Знамени;
- Орден Дружбы народов (1981);
- Орден Ленина (1991);
- Орден «Эл-юрт хурмати» (1998)[7]